# Аккади
Аккади — північний семітський народ, який завоював шумерів в 2350 до н. е. і правив Межиріччям. 
Найстаріше місто Аккад (Агаде) у центральній Месопотамії, заснований Саргоном Аккадським (Sargon), був центром імперії аккадів наприкінці III тисячоліття до н. е. Його місцезнаходження точно не визначено, відомо лише, що воно було на Євфраті.